# Église arménienne de Madras
L’église arménienne de Madras, dont le nom officiel est église arménienne de la Vierge-Marie, est un édifice religieux de l’Église apostolique arménienne sis dans l’ancien quartier « St George’s town » de la ville de Madras, en Inde du Sud. Construite en 1712 (et reconstruite en 1772), elle est l'une des églises chrétiennes les plus anciennes d'Inde. Les chrétiens arméniens ayant dans leur ensemble quitté la ville de Madras, le culte n’y est plus célébré qu’en de rares occasions. L’église est classée comme monument historique en Inde.

## Éléments d’histoire
Les Arméniens forment un peuple d’Asie centre-occidentale converti au christianisme dès le début du IVe siècle. Portés principalement sur le commerce, ils formaient des communautés, rapidement prospères, dans les grandes villes (surtout portuaires) de l’Asie, et participaient aux grandes caravanes commerciales qui traversaient le continent. Ainsi, ils étaient présents en Inde, entre autres à la cour de l’empereur Moghol, bien avant l’arrivée des Portugais et des Anglais.
Sans ambitions autres que commerciales, les Arméniens étaient généralement bien reçus et étaient autorisés à s’organiser en communautés chrétiennes, avec permission de construire leur église propre.
Les Arméniens de Madras seraient venus à pied de leur pays natal, traversant les montagnes de l’Hindukush. À Madras, ils font le commerce de la soie, des épices et pierres précieuses. En 1712, ils édifient leur église, dédiée à la Vierge Marie, qui doit être reconstruite en 1772. Le quartier de la vieille ville de Madras où la prospère communauté arménienne s’était groupée est encore appelé Armenian street. 
Au début du XXIe siècle, la communauté arménienne ayant émigré dans sa presque totalité, le culte n’est que rarement célébré dans l’église de la Vierge-Marie, même si le bâtiment reste bien entretenu grâce au soutien financier de l’Église apostolique arménienne, dont les fonds sont gérés par l'Armenian Church Committee de Calcutta. 

## Patrimoine
- Le clocher abrite six cloches de dimensions différentes, chacune pesant près de 150 kilos. La plus ancienne fut fondue en 1754 (et refondue en 1808) et porte une inscription en tamoul. Une autre date de 1778. Deux cloches furent offertes par un prospère marchand, en souvenir de son fils, Eliazar Shawmier, décédé à 19 ans et enterré dans le cimetière qui entoure l’église. Les deux dernières cloches datent de 1837.
- Le cimetière entourant l’église compte quelque 350 tombes arméniennes (certaines se trouvant à l’intérieur de l’église). Le révérend Haroutioun Chemavonian, fondateur et éditeur d’Azdarar, premier journal en langue arménienne, y est enterré.